# Piotr Trochowski
Piotr Trochowski est un ancien footballeur allemand d'origine polonaise né le 22 mars 1984 à Tczew (Pologne).

## Biographie

### En club
Ses parents émigrent en Allemagne alors que Piotr n'a que cinq ans.
Jouant milieu offensif, son influence est importante de par sa vitesse et sa technique balle au pied qui le rendent difficile à bloquer malgré son petit gabarit (1,68 m).
Formé au Bayern Munich, il a dû attendre début 2005 et son transfert à Hambourg SV pour exprimer pleinement ses qualités, celles-ci étant peu visibles du fait de son très faible temps de jeu dans le club bavarois, surtout à cause de la rude concurrence à son poste. Il gagne une place de titulaire inamovible dans le club hambourgeois et devient même international allemand.
Il tente en 2011 une aventure en Espagne au FC Séville et quitte Hambourg après six années de bons et loyaux services.

### En sélection
Sous Joachim Löw, Trochowski est régulièrement convoqué avec l'équipe nationale, même s'il est le plus souvent remplaçant. 
En demi-finale du Mondial 2010 face à l'Espagne, Piotr se fait remarquer en s'offrant une des rares occasions allemandes du match, sur une frappe lointaine qui oblige Iker Casillas à sortir une belle parade.

## Palmarès

### En club
- Champion d'Allemagne en 2003 avec le Bayern Munich
- Vainqueur de la Coupe d'Allemagne en 2003 avec le Bayern Munich
- Vice-champion d'Allemagne en 2004 avec le Bayern Munich
- Vainqueur de la Ligue Europa en 2014 avec le Séville FC

### En sélection
- Finaliste de l'Euro 2008 avec l'Allemagne
- Troisième de la Coupe du monde 2010 avec l'Allemagne